# Minamoto no Yoshitsuna
Minamoto no Yoshitsuna (源义纲, , 1042-1134) , também chamado Jiro Kamo (鸭次郎) foi um samurai da linhagem Kawachi Genji do clã Minamoto , irmão de Minamoto no Yoshiie .
Yoshitsuna se rebelou contra a Corte, quando seu filho, Minamoto no Yoshiaki , foi condenado pela prática de um crime, após sua revolta ser sufocada por Minamoto no Tameyoshi, foi exilado em Sado , numa ilha do mesmo nome no Mar do Japão, que era usada para este fim no Período Heian .